# Embaixada de Portugal em Ottawa
O Embaixada de Portugal em Ottawa é a principal representação diplomática portuguesa no Canadá. Está localizada em Island Park Drive nº645 em Ottawa, Ontário. O embaixador actual é António Leão Rocha.
 Portugal tem também consulados em Edmonton, Halifax, Montreal, Quebec City, St. John's, Toronto, Vancouver e Winnipeg.